# Spansk skräckfilm
Spansk skräckfilm är en filmgenre i Spanien som fått en förnyelse på 2000-talet, inledd med skräckfilmen The Others (2001) av Alejandro Amenábar som kom att starta en våg av skräckfilm som blivit ett av kännetecknen för dagens spanska film.. Denna ”nya våg” med spanska skräckfilmer har antingen spanskfödda regissörer eller är producerade i Spanien. Några av filmerna är Rec (2007), The devils backbone (2001), Pans labyrint (2006), The Others (2001), Barnhemmet (2007) och Darkness (2002).

## Popularitet och mottagande
The Others (Los Otros) spelade in över 210 miljoner dollar och vann flera Goyas.  2001 kom även filmen The Devils Backbone (Espinoza del Diablo) som, även om den inte blev en tillnärmelsevis lika stor kommersiell framgång som The Others, ändå blev nominerad till två stycken Goyas och väl mottagen av kritiker, Roger Ebert gav till exempel filmen tre stjärnor av fyra möjliga och skrev i sin recension att den var lika ambitiös och intelligent som The Others men ännu mer fängslande och övertygande.
Året efter kom filmen Darkness (med svenska Lena Olin i en av huvudrollerna), som även om den gick relativt bra (spelade in mer än 34 miljoner dollar med en budget på lite över 10 miljoner) på biograferna, fick låga betyg och idag har ett betyg på 15 av 100 på metacritic och 5.2 på IMDb. Fyra år senare kom den spirituella uppföljaren till The Devils Backbone, Pan’s labyrint (Laberinto del fauno), som kom att få sex Oscarsnomineringar (och vann tre av dem). Den vann också BAFTA:s pris för bästa icke-språkiga film samt flera Goyas och spelade in över 80 miljoner dollar över hela världen. Bara i USA har den sålts på DVD för ungefär 36 miljoner dollar.  I den brittiska filmtidningen Empires omröstning angående de 500 bästa filmerna någonsin hamnade den på en 132:a plats med kommentaren ”Guillermo de Toro fuses personal and commercial interests with a tale of the power of fairy tale, even against the grimmest of political settings: the Spanish Civil War”.
Filmen Barnhemmet (El orfanato) släpptes 2007 och har spelat in över 76 miljoner dollar på biograferna världen över. Den har blivit väl mottagen av både kritiker och biografbesökare och till exempel gav både New York Post och Chicago Sun-Times den tre och en halv stjärna av fyra möjliga.  2007/2008 kom även filmen Rec och även om den inte gick upp på bio i USA så har den spelat in över 24 miljoner dollar internationellt och har vunnit två Goyas och var under European Film Awards nominerad till besökarnas pris för bästa film.
Både Rec och Barnhemmet har fått så pass mycket uppmärksamhet i USA att det nu gjorts en nyinspelning av den förstnämnda som fått namnet Quarantine och New Line Cinema har köpt rättigheterna till en nyinspelning av den sistnämnda som kommer att produceras av Guillermo del Toro (som var med och producerade originalet).[källa behövs]
Om man ser till de spanska filmernas betyg på Internetsidan IMDb så har alla de sex filmerna relativt höga poäng (om man bortser från Darkness som har 5.2) och ligger mellan 7.6 och 8.5 i betyg.

## Utseende
Alla filmerna använder sig av olika visuella stilar och mise-en-scene används på varierande sätt i de olika filmerna. Ett exempel är Pans Labyrint och dess användning av färger. Mycket av filmen använder sig av jordnära färger som mörkgrönt och brunt och många av de ”övernaturliga” karaktärerna verkar vara komna ur jorden. Pan själv ser ut att vara sprungen ur ett träd, hans små älvor har blad som vingar och även gerillans kläder smälter in i naturen. Som kontrast till detta har vi den spanska militärmakten med sina ljust gråa uniformer som sticker ut mot landskapet och genom sitt utseende blir malplacerade.
Många av filmerna använder på liknande sätt ljussättning och skuggspel i stor utsträckning för att förmedla en känsla och oro, i till exempel The Others måste rummen i huset som filmen utspelar sig i vara avskärmade från solljus det mesta av tiden och i Darkness ser åskådaren vid ett flertal tillfällen barn och spökliga figurer stående i skuggorna.

## Berättarstil och fokus
Förutom Rec som skiljer sig nämnvärt i stil från de andra filmerna, är berättarstilen långsam till sättet. Fokus ligger på att långsamt bygga upp spänning och utveckla en bakgrundshistoria för att med detta tillsammans med den tidigare nämnda mise-en-scene ge åskådaren en känsla av oro och nyttja ”känslomässig” skräck istället för de ”jump-scares” som blivit vanligt förekommande i Hollywoodskräck och vågen med asiatiska skräckfilmer vi sett de senaste åren. Att låta skräcken komma ur atmosfären och känslan istället för ur blodsplatter och chockeffekter har sitt ursprung i den spanska skräcktraditionen.
Ett återkommande tema i alla filmerna är en fokus på kvinnor och barn. Devils Backbone och Barnhemmet utspelar sig på barnhem. I Pans Labyrint är huvudrollen en flicka, Darkness handlar i praktiken om två barn och hur de undersöker vad som håller på att hända i deras liv, i The Others får vi följa en kvinna och hennes barn i ett hemsökt hus och i Rec får vi se hur nyhetsreportern Ángela Vidal flyr från zombier. Alla de kvinnliga rollerna frångår dock konceptet med en ”final girl” och att filmskaparna vågar låta huvudpersoner dö eller misslyckas med sitt uppdrag gör att filmerna går ifrån många genrestereotyper och särskiljer dem från andra skräckfilmer.